# 아라우 (스위스)
아라우(독일어: Aarau)는 스위스 아르가우주의 주도이다. 독일어를 사용하며, 종교는 주로 개신교이다. 아라우는 스위스고원, 아레강의 우안 계곡, 쥐라산맥 남쪽 기슭에 위치하며, 취리히 서쪽에 있다. 바젤에서 남쪽으로 58km, 베른에서 북동쪽으로 65km 떨어져 있다. 시정촌은 서쪽으로 졸로투른주와 직접 접해 있는 아르가우주에서 가장 큰 도시이다. 2010년 초에 Rohr는 아르가우의 구가 되었다.
아라우의 공식 언어는 (스위스 표준의 변종) 독일어이지만, 주요 구어 언어는 알레만계 스위스 독일어 방언의 현지 변종이다.

## 이름 유래
아라우라는 이름의 가장 오래된 사용은 1248년(Arowe 형식)으로, 아마도 도시가 건설되기 이전에 이 지역의 정착지를 언급했을 것이다. 이 명칭은 아레강의 이름(초기에는 Arula, Arola, Araris로 불림)과 함께 ‘범람원’을 의미하는 독일어 Au에서 왔다.

## 역사

### 선사시대

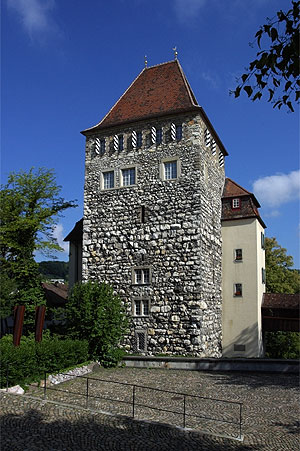
성채

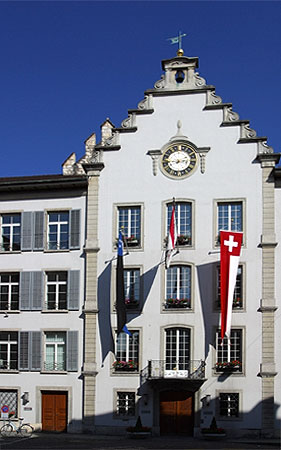
시청

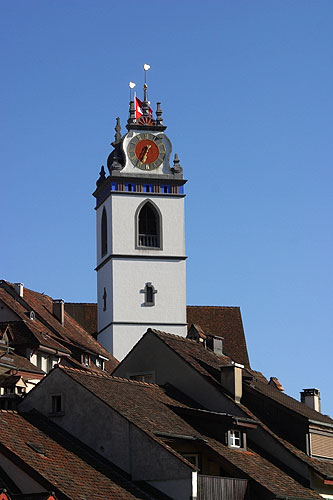
타운 교회탑

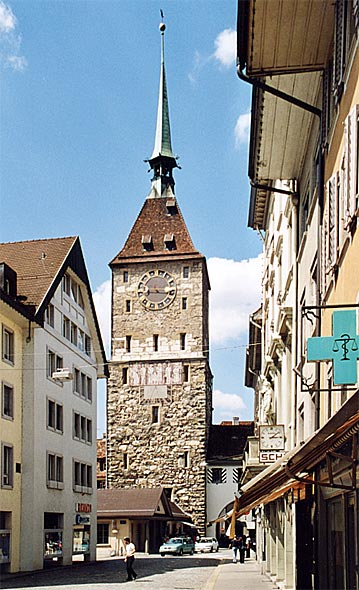
상부 게이트 타워

신석기 시대 몇 가지 유물이 아라우에서 발견되었다. 현재의 기차역이 있는 곳 주변에는 청동기 시대(기원전 1000년경)의 정착지 유적이 발굴되어 있다. 졸로투른과 핀도니사 사이의 로마 도로는 현재 철도역 거리로 덮인 경로를 따라 이 지역을 통과했다. 1976년 아레강의 잠수부들은 로마 시대 후기의 너비 7m 목조 다리의 일부를 발견했다.

### 중세

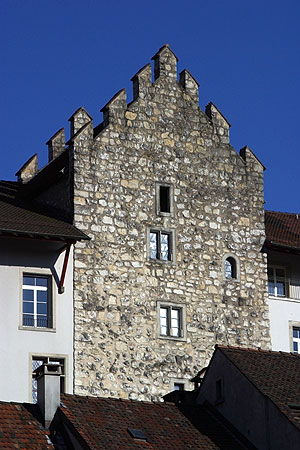
로레 타워

아라우는 키부르크 백작에 의해 AD 1240년경에 설립되었다. 아라우는 1248년에 Arowe로 처음 언급되었다. 1250년경에 그것은 Arowa로 언급되었다. 그러나 도시 규모의 정착촌에 대한 최초의 언급은 1256년이었다. 이 도시는 현대 시청에 통합된 ‘로레’ 타워에서 통치되었다.
1273년 키부르크 백작이 죽자 대를 이을 아들 또는 남자 친척이 없었던 키부르크의 아그네스는 가문의 땅을 합스부르크 왕 루돌프 1세에게 팔았다. 그는 1283년에 아라우에게 도시 권리를 부여했다. 14세기에 도시는 두 단계로 확장되었고, 두 번째 방어벽이 건설되었다. 깊은 도랑 하나가 도시를 ‘교외’와 분리했다. 그 위치는 오늘날 도랑을 의미하는 그라벤( Graben)이라는 넓은 거리가 되었다.
1415년 베른은 졸로투른의 도움을 받아 아래 지역인 아르가우를 침공했다. 아라우는 짧은 저항 끝에 항복했고, 새로운 통치자들에게 충성을 맹세해야 했다. 16세기에 하층민의 권리가 폐지되었다. 1528년 3월 아라우 시민들은 베른의 재촉으로 개신교의 도입을 허용했다. 16세기 동안 인구의 증가는 더 높은 건물과 더 조밀한 건축 방법으로 이어졌다. 이 시기에 초기 형태의 산업이 발전하였지만, 다른 도시와 달리 아라우에는 길드가 형성되지 않았다.
1712년 8월 11일, 아라우 조약이 발효되었다. 이것은 각 주에 자신의 종교를 선택할 수 있는 권리를 부여하여 가톨릭의 통제를 종식시켰다. 18세기 초부터 섬유 산업이 아라우에서 시작되었다. 독일계 이민자들은 면화와 비단 공장을 도입함으로써 도시가 성장하는데 기여했다. 이 고등교육을 받은 이민자들은 아라우에서 발전된 교육 개혁과 계몽적이고 혁명적인 정신을 고취하는데 기여했다.

### 1798: 헬베티아 공화국의 수도
1797년 12월 27일, 구스위스 연방의 마지막 타크자충이 아라우에서 개최되었다. 2주 후 프랑스 사절은 계속해서 도시의 혁명을 부추겼다. 높은 수준의 교육과 낮은 수준의 정치적 권리 사이의 대조는 특히 아라우에서 컸으며, 도시는 베른 국경을 방어하기 위해 군대를 보내는 것을 거부했다. 1798년 3월 중순경 아라우는 프랑스군에 의해 점령되었다.
1798년 3월 22일에 아라우는 헬베티아 공화국의 수도로 선언되었다. 따라서 통일된 스위스의 첫 번째 수도가 되었다. 의회는 시청에서 회합을 가졌다. 9월 20일에 수도를 루체른으로 옮겼다.

### 주도
1803년 나폴레옹은 아르가우, 바덴, 프릭탈주의 합병을 명령했다. 아라우는 새로 확장된 아르가우주의 주도로 선언되었다. 1820년에 성벽은 개별 탑과 성문을 제외하고, 허물어지고 방어용 해자가 메워졌다.
중세부터 아레강을 가로지르던 목조 다리는 30년 동안 세 차례나 홍수로 무너졌고, 1851년 철제 현수교로 교체됐다. 1952년에는 콘크리트 다리로 교체됐다. 1856년 이 도시가 스위스 중앙 철도와 연결되었다.
아라우의 섬유 산업은 주변 국가의 보호주의 관세 정책으로 인해 약 1850년에 붕괴되었다. 그 당시에는 수학 도구, 신발과 시멘트 생산을 포함하여 이를 대체하기 위해 다른 산업이 발전했다. 1900년부터 수많은 전기 기업이 발전했다. 1960년대까지 더 많은 시민들이 제조업보다 서비스 산업이나 주정부에서 일했다. 1980년대에 많은 산업이 아라우를 완전히 떠났다.
1802년에 주립 학교가 설립되었다. 이것은 스위스 최초의 비교구 고등학교였다. 이곳은 좋은 평판을 얻었고, 노벨상 수상자인 앨버트 아인슈타인, 파울 카러, 베르너 아르버와 여러 스위스 정치인과 작가의 고향이 되었다.
1803년에 필사본 컬렉션을 구입함으로써 울리히 츠빙글리가 주석을 달았던 성경과 필사본 및 고판본을 소장한 주립 도서관이 될 기반이 마련되었다. 많은 신문이 아라우에서 발전하여 아라우의 혁명적인 분위기를 유지하였다. 1820년부터 아라우는 정치적 난민들의 피난처가 되었다.
아라우의 도시 교육과 문화적 기회는 수많은 새로운 기관을 통해 확장되었다. 극장과 콘서트 홀이 1883년에 건설되었으며, 1995-96년에 개조를 거쳐 확장되었다. 1922년에는 아르가우 자연박물관이 개관했다. 1974년 옛 옷감 창고를 소극장으로 개조하였고, 옛 동물사료공장은 대안문화센터 KIFF(사료공장의 문화)로 건립되었다.

## 지리

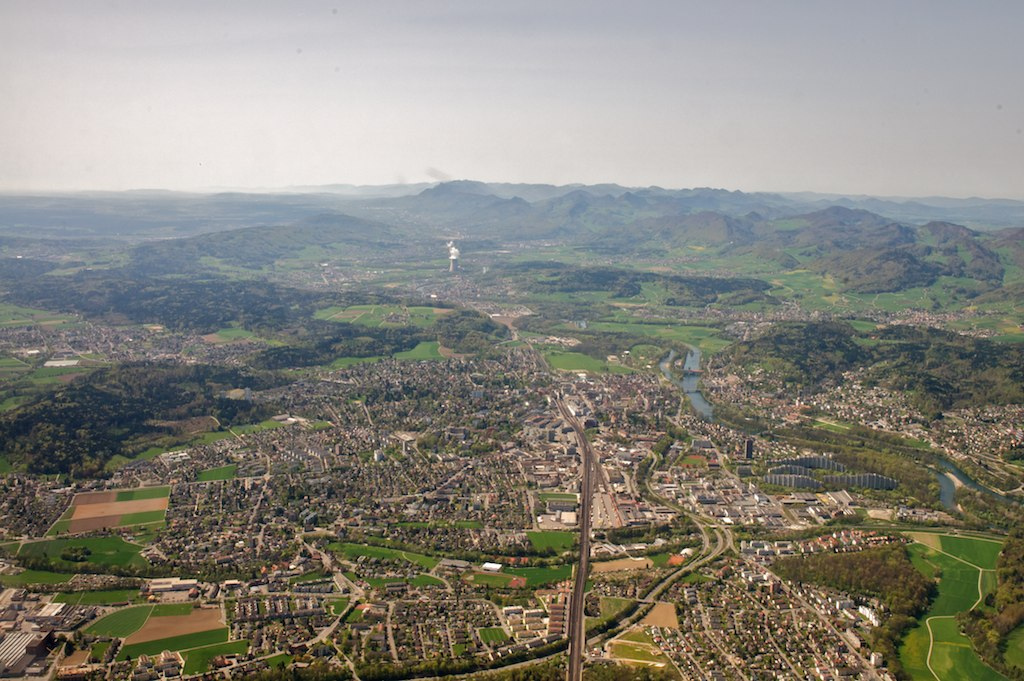
아라우와 쥐라산맥

아라우의 구시가지는 쥐라산맥의 남쪽 기슭에 있는 아레강 계곡의 좁아지는 바위 노두에 위치하고 있다. 도시의 새로운 지역은 노두의 남쪽과 동쪽뿐만 아니라 산 위쪽과 아레강 양쪽 계곡에 있다. 이웃한 지자체는 북쪽으로 퀴티겐, 동쪽으로 부흐스, 남동쪽으로 주어, 남쪽으로 운터렌트펠덴이 있고, 서쪽으로 Eppenberg –Wöschnau Erlinsbach이 있다. 아라우와 이웃한 지자체는 함께 성장하여 이제 상호 연결된 덩어리를 형성한다. 유일한 예외는 운터렌트펠덴(Unterentfelden)으로 아라우에서 곤하르트(Gönhard)와 첼글리(Zelgli)의 광대한 숲으로 나누어져 있다. 도시의 약 1/10은 아레강의 남쪽에 있고 1/10은 북쪽에 있다.
2006년을 기준으로 면적은 8.9km2이다. 이 지역 중 6.3%는 농업용으로 사용되며 34%는 산림이다. 나머지 토지 중 55.2%는 정착지(건물 또는 도로)이고 나머지(4.5%)는 불모지(강 또는 호수)이다. 가장 낮은 고도인 365m는 아레강 강둑에서 발견되고, 가장 높은 고도인 471m는 퀴티겐과의 경계에 있는 훈거베르크이다.

### 기후
| 아라우의 기후            | 아라우의 기후 | 아라우의 기후 | 아라우의 기후 | 아라우의 기후 | 아라우의 기후 | 아라우의 기후 | 아라우의 기후 | 아라우의 기후 | 아라우의 기후 | 아라우의 기후 | 아라우의 기후 | 아라우의 기후 | 아라우의 기후 |
| 월                       | 1월           | 2월           | 3월           | 4월           | 5월           | 6월           | 7월           | 8월           | 9월           | 10월          | 11월          | 12월          | 연간          |
| ------------------------ | ------------- | ------------- | ------------- | ------------- | ------------- | ------------- | ------------- | ------------- | ------------- | ------------- | ------------- | ------------- | ------------- |
| 일평균 최고 기온 °C (°F) | 2.2 (36.0)    | 4.7 (40.5)    | 9.2 (48.6)    | 13.5 (56.3)   | 18.2 (64.8)   | 21.6 (70.9)   | 24.2 (75.6)   | 23.4 (74.1)   | 20.0 (68.0)   | 13.9 (57.0)   | 7.0 (44.6)    | 3.1 (37.6)    | 13.4 (56.1)   |
| 일일 평균 기온 °C (°F)   | −0.3 (31.5)   | 1.2 (34.2)    | 4.5 (40.1)    | 8.4 (47.1)    | 12.8 (55.0)   | 16.1 (61.0)   | 18.2 (64.8)   | 17.2 (63.0)   | 14.0 (57.2)   | 9.3 (48.7)    | 4.0 (39.2)    | 0.7 (33.3)    | 8.8 (47.8)    |
| 일평균 최저 기온 °C (°F) | −2.5 (27.5)   | −1.6 (29.1)   | 0.5 (32.9)    | 3.6 (38.5)    | 7.6 (45.7)    | 10.8 (51.4)   | 12.5 (54.5)   | 12.0 (53.6)   | 9.5 (49.1)    | 6.1 (43.0)    | 1.6 (34.9)    | −1.3 (29.7)   | 4.9 (40.8)    |
| 평균 강수량 mm (인치)    | 74 (2.9)      | 74 (2.9)      | 70 (2.8)      | 79 (3.1)      | 92 (3.6)      | 124 (4.9)     | 107 (4.2)     | 117 (4.6)     | 84 (3.3)      | 72 (2.8)      | 87 (3.4)      | 81 (3.2)      | 1,060 (41.7)  |
| 평균 강수일수 (≥ 1.0 mm) | 11.8          | 10.5          | 12.3          | 11.9          | 12.4          | 12.4          | 11.3          | 11.9          | 8.7           | 8.5           | 11.3          | 11.4          | 134.4         |
| 평균 월간 일조시간       | 29            | 62            | 106           | 135           | 167           | 186           | 222           | 189           | 153           | 86            | 40            | 26            | 1,401         |
| 출처: MeteoSwiss         |               |               |               |               |               |               |               |               |               |               |               |               |               |

## 인구통계
아라우의 인구는 1800년부터 약 1960년까지 지속적으로 증가하여 도시 인구가 1800년 인구의 5배가 넘는 17,045명의 정점에 도달했다. 그러나 1960년 이후로 인구는 8% 감소했다. 이 인구 감소의 세 가지 이유가 있다. 첫째, 대형 아파트 단지(Telli)가 완공된 이후로 도시에 더 이상 상당한 토지 개발이 없었다. 둘째, 가구당 사람 수가 감소했다. 따라서 기존 주택은 많은 사람들을 수용하지 않다. 셋째, 인구 증가는 지역 도시 지역의 이웃 시정촌에 흡수되었고 많은 아라우 시민들이 시골로 이주했다. 이러한 추세는 21세기로 접어들면서 멈췄을 수도 있다. 기존 산업 개발은 비어 있는 것이 아니라 새로운 목적으로 사용된다.
아라우의 인구(2020년 12월 31일 기준)는 21,726명이다. 2008년 기준으로 인구의 19.8%가 외국인으로 구성되어 있다. 지난 10년 동안 인구는 1%의 비율로 증가했다. 2000년 기준 인구의 대부분은 독일어(84.5%)를 사용하며, 이탈리아어가 두 번째로 많이 사용(3.3%)하고, 세르비아-크로아티아어를 세 번째(2.9%)로 사용했다.
2008년 현재 아라우의 연령 분포는 다음과 같다. 1,296명(인구의 8.1%)이 0~9세, 1,334명(8.4%)이 10~19세이다. 성인 인구 중 2,520명(인구의 15.8%)이 20~29세이다. 2,518명 또는 15.8%는 30세에서 39세 사이, 2,320명 또는 14.6%는 40세에서 49세 사이, 1,987명 또는 12.5%가 50세에서 59세 사이이다. 노인 인구 분포는 1,588명 또는 인구의 10.06%가 사이 그리고 69세는 1,219명(70~79세)이 7.7%, 80~89세가 942명(5.9%), 90세 이상(180명(1.1%))이 있다.
2000년 기준으로 1인 또는 2인 가구는 1,365가구, 3인 또는 4인 가구는 3,845가구, 5인 이상 가구는 2,119가구이다. 가구당 평균 인구는 1.99명이다. 2008년에는 총 8,661가구 및 아파트 중 1,594가구(전체의 18.4%)가 있었다.
아라우에서는 인구의 약 74.2%(25-64세)가 비필수 고등교육 또는 추가 고등교육(대학 또는 응용학문대학)을 완료했다. 학령인구(2008/2009 학년도 기준 ) 중 초등학교에 다니는 학생이 861명, 중등에 다니는 학생이 280명, 고등교육 또는 대학에 다니는 학생이 455명, 35명의 학생이 있다. 방과 후 시정촌에서 일자리를 찾고 있다.

| 인구 성장 | 인구 성장 | 인구 성장   | 인구 성장       | 인구 성장         | 인구 성장         | 인구 성장 | 인구 성장     |
| 년도      | 인구      | 스위스 국적 | % 독일어 사용자 | % 프랑스어 사용자 | % 이태리어 사용자 | % 개신교  | % 로마 가톨릭 |
| --------- | --------- | ----------- | --------------- | ----------------- | ----------------- | --------- | ------------- |
| 1558      | ca. 1,200 |             |                 |                   |                   |           |               |
| 1764      | 1, 868    |             |                 |                   |                   |           |               |
| 1798      | 2, 458    |             |                 |                   |                   |           |               |
| 1850      | 4,657     | 4,299       | 0.0%            | 0.0%              | 0.0%              | 0.0%      | 0.0%          |
| 1880a     | 5,914     | 5,381       | 99.2%           | 0.7%              | 0.2%              | 81.9%     | 17.4%         |
| 1910      | 9,593     | 7,986       | 90.6%           | 2.2%              | 6.7%              | 71.7%     | 26.6%         |
| 1930      | 11,666    | 10,472      | 95.3%           | 1.7%              | 2.3%              | 72.7%     | 25.4%         |
| 1950      | 14,280    | 13,373      | 93.8%           | 2.2%              | 3.2%              | 70.4%     | 27.9%         |
| 1970      | 16,881    | 13,782      | 82.4%           | 1.6%              | 11.2%             | 60.1%     | 37.6%         |
| 1987      | 15,750    |             |                 |                   |                   | 75%       |               |
| 1990      | 16,481    | 13,146      | 81.7%           | 1.0%              | 5.3%              | 49.7%     | 33.0%         |
| 1993      | 15,900    |             |                 |                   |                   |           |               |
| 2010      | 19,497    | 15,695      | 85.0%           | 1.0%              | 3.3%              | 44.4%     | 28.8%         |
| 2016      | 21,036    | 16,534      |                 |                   |                   |           |               |

### 종교
2000년 인구 조사에 따르면 4,473명(28.9%)이 로마 가톨릭 신자이고, 6,738명(43.6%)이 스위스 개혁 교회에 속해 있다. 나머지 인구 중 51명(인구의 약 0.33%)이 크리스찬 가톨릭 교회, 즉 구 카톨릭 신앙에 속해 있다.

## 경제

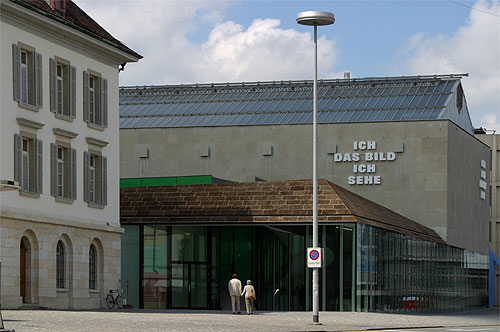
쿤스트하우스 박물관

2007년 현재 아라우의 실업률은 2.35%이다. 2005년 기준으로 1차 경제 부문에 48명이 고용되어 있으며, 이 부문에 약 9개 기업이 참여하고 있다. 4,181명이 2차 부문에 고용되어 있고, 이 부문에 164개의 기업이 있다. 20,186명이 3차 부문에 고용되어 있으며 이 부문에 1,461개의 기업이 있다. 이것은 총 24,000개가 넘는 일자리가 된다. 아라우의 인구는 약 16,000명이므로 주변의 많은 지역 사회에서 노동자를 끌어들인다. 2000년 현재 지방 자치 단체에 거주하는 총 8,050명의 근로자가 있었다. 이 중 4,308명 또는 약 53.5%의 거주자가 아라우 외곽에서 일했고, 17,419명이 일을 위해 시정촌으로 통근했다. 지방 자치 단체에는 총 21,161개의 일자리(주당 최소 6시간)가 있었다.
아라우에서 가장 큰 고용주는 주정부이며, 그 사무실은 시 전체의 여러 위치에 분산되어 있다. 스위스에서 다섯 번째로 큰 신문인 아르가우어 차이퉁의 두 본사 중 하나는 아라우에 있으며 Tele M1 텔레비전 채널 스튜디오와 여러 라디오 방송국도 있다.
1819년에 설립된 Kern & Co.는 아라우에 본사를 둔 국제적으로 알려진 측지기기 제조업체이다. 그러나 1988년 빌드 레이츠(Wild Leitz)에 인수되어 1991년에 폐쇄되었다.
아라우의 작은 규모는 성장의 경계를 지속적으로 확장하도록 한다. 도심은 취리히, 베른, 바젤 사이의 ‘황금 삼각지대’의 한가운데에 있으며, 아라우는 주변 대도시로부터 경제적 기반의 독립성을 유지하는 데 점점 어려움을 겪고 있다. 천천히 진행되는 손실을 막기 위해 아라우와 인접 교외 지역을 병합하는 아이디어가 최근에 논의되었다.
제조에는 종, 수학 도구, 전기 제품, 면직물, 식기류, 화학 물질, 신발 및 기타 제품이 포함된다. 아라우는 기기, 식기류와 종의 품질로 유명하다.

### 시장과 박람회
매주 토요일 아침에는 구시가지 가장자리에 있는 그라벤에서 채소 시장이 열려 지역 특산물과 함께 공급된다. 9월 마지막 주에 MAG(아라우어 Tradesmen 시장)가 열리며 지역 회사에서 제품을 판매한다. "Rüeblimärt"는 당근 박람회인 11월 첫 번째 수요일에 같은 장소에서 열린다. 아라우 박람회는 봄 동안 아이스 스케이트장에서 개최된다.

## 관광

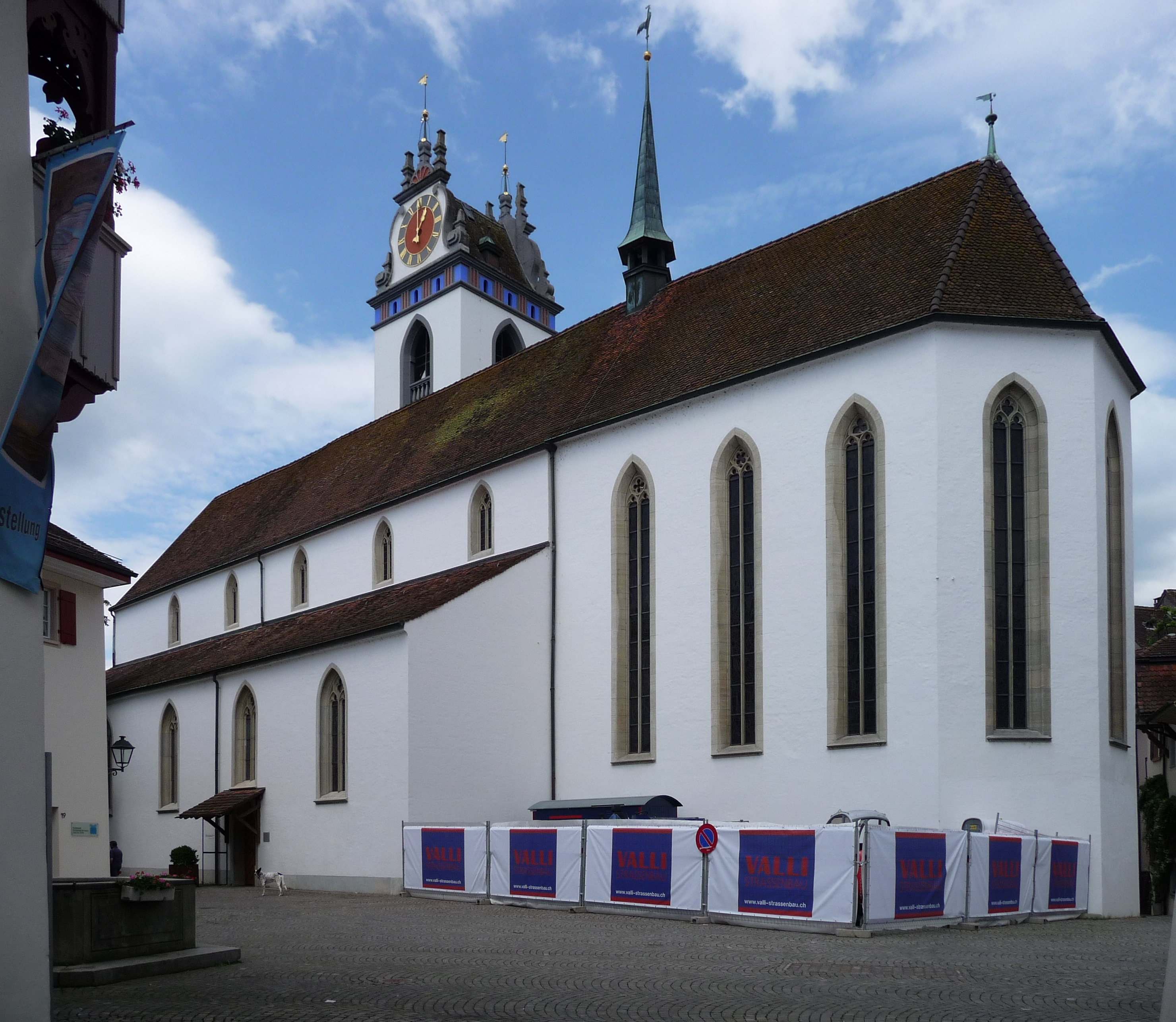
아라우의 교회

### 국가중요문화재
아라우에는 국가적으로 중요한 스위스 문화유산으로 등록된 여러 유적지가 있다. 목록에는 세 개의 교회(크리스찬 가톨릭 본당, 가톨릭 본당, 개혁 도시 교회)가 포함된다. 목록에는 5개의 정부 건물이 있다. 국가 역사에 중요한 많은 작품을 소장하고 있는 주립 도서관과 아트 갤러리, 오래된 주립 학교, 입법부, 주 행정청 건물과 기록 보관소가 있다. 3개의 정원 또는 공원이 목록(Garten Schmidlin, Naturama 아르가우 및 Schlossgarten)에 있다. 목록에 있는 나머지 4개의 건물은 다음과 같다.
- 이전 Rickenbach 공장
- 화장터
- Rathausgasse 10의 Haus zum Erker
- Pelzgasse의 레스토랑 Zunftstube

### 기타
Bally Shoe 회사는 도시에 독특한 신발 박물관을 가지고 있다. 무리 수도원의 스테인드글라스 창문과 그림 이 전시된 무역 박물관도 있다.

### 연례행사
매년 5월, 아라우는 세계 최고의 재즈 뮤지션들이 모이는 연례 재즈아르 페스티벌을 개최한다.

### 구시가지

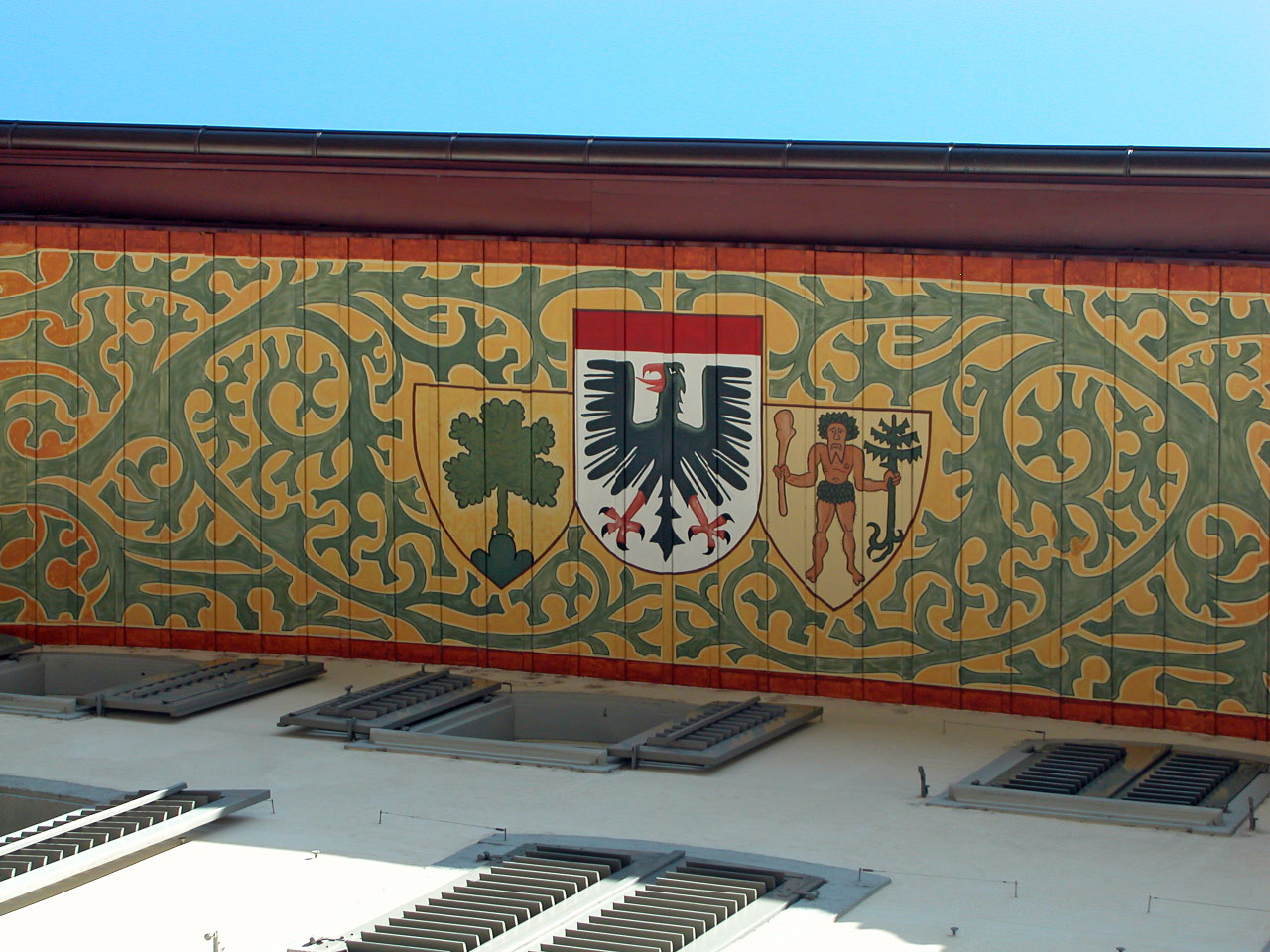
채색 박공

유서 깊은 구시가지는 4개의 부분(슈토케 Stöcke라고 함)으로 구성된 불규칙한 광장을 형성한다. 남쪽에는 이전에 성벽 밖에 있던 도시의 일부인 라우렌첸보슈타트(Laurenzenvorstadt)가 있다. 이 도시의 특징 중 하나는 채색된 박공이며, 이 때문에 아라우는 때때로 “아름다운 박공의 도시”라고 불린다. 구시가지, 라우렌첸보슈타트에 있는 정부 청사, 주립 도서관, 주립 기록 보관소와 미술관은 모두 국가적으로 중요한 문화유산으로 등록되어 있다.
구시가지의 건물은 대체로 중세 시대의 거의 모든 건물이 교체되거나 확장된 16세기의 건축 프로젝트에서 비롯되었다. 도시의 건축 개발은 도시가 (여전히 존재하는) 벽 너머로 확장되기 시작한 18세기에 끝났다. ‘교외’에 있는 대부분 건물은 이 시기에 지어진 것이다.
쉴로슬리(Schlössli, 작은 성), 로레탑(Rore Tower)과 상부 게이트 타워는 13세기 이후 거의 변경되지 않은 상태로 남아 있다. ‘쉴로슬리’는 도시에서 가장 오래된 건물이다. 1200년 직후에 도시가 설립될 때 이미 만들어진 건물이며, 정확한 날짜는 알 수 없다. 시청은 1515년에 로레 타워 주변에 세워졌다.

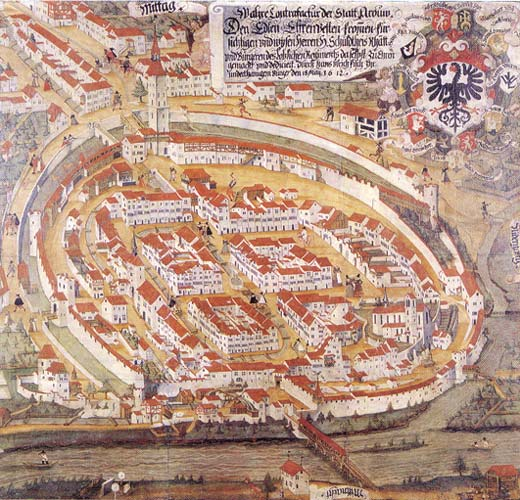
1612년의 아라우 정경

상부 게이트 타워는 루체른과 베른으로 가는 길을 따라 도시 성벽의 남문 옆에 서 있다. 감옥은 중세부터 그곳에 보관되었다. 카리용(Carillon)은 20세기 중반에 타워에 설치되었으며, 아라우의 수백 년 된 종 제조업체에서 종을 제공했다.
도시 교회는 1471년에서 1478년 사이에 지어졌다. 종교 개혁 기간인 1528년에는 12개의 제단과 그림이 파괴되었다. ‘정의의 분수’(Gerechtigkeitsbrunnen)는 1634년에 지어졌으며 프랑스산 석회암으로 만들어졌다. 여기에는 사암으로 만든 정의의 여신상이 포함되어 있어서 분수의 이름이 되었다. 원래는 시청 앞 길가에 있었으나, 1905년 교통량 증가로 시립교회 앞 현재의 위치로 옮겼다.

## 교통

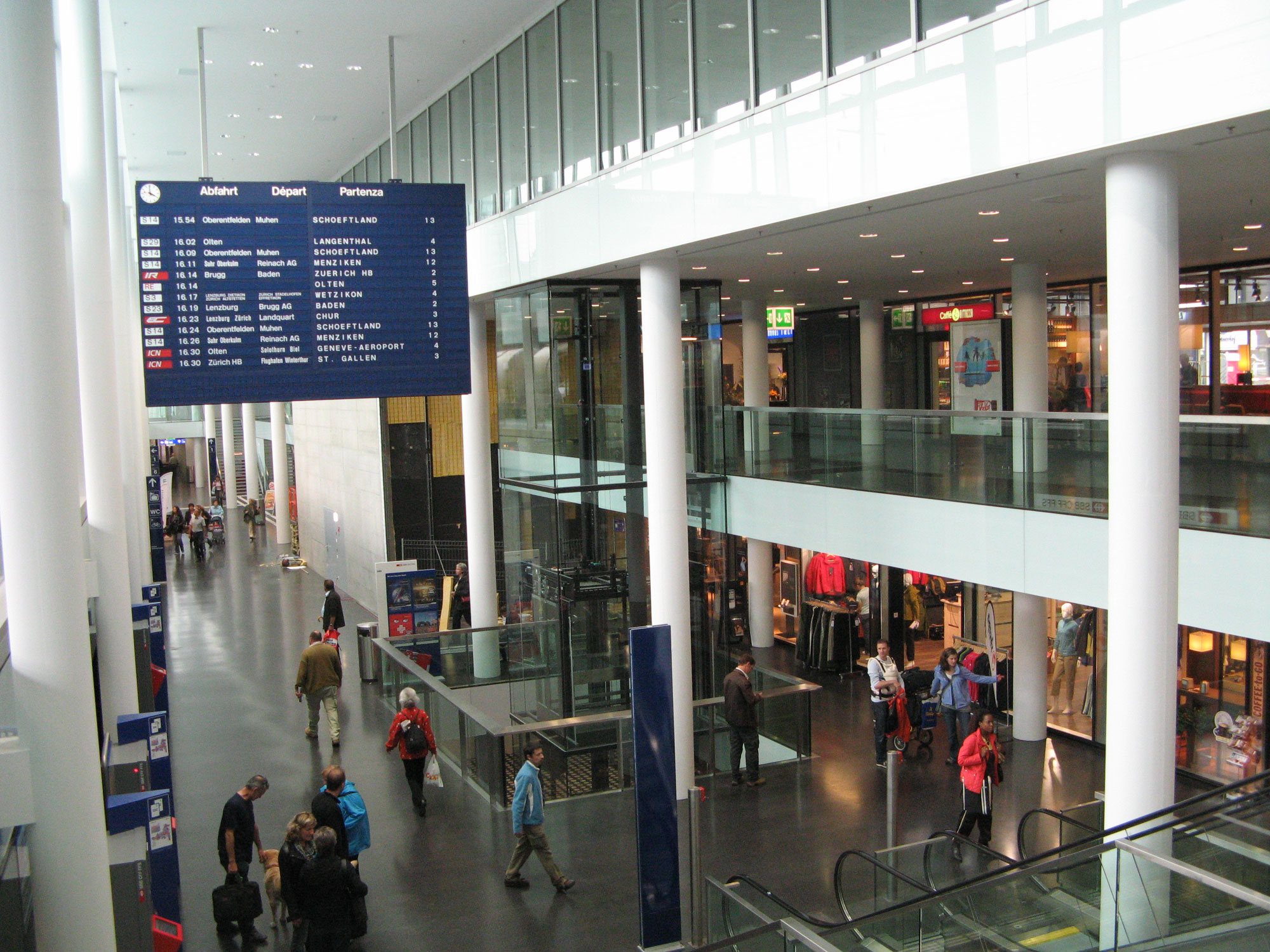
아라우역 내부

1858년에 개업한 아라우 내 스위스 연방 철도의 아라우역은 대중교통의 중심지이다. 이곳은 나라에서 가장 바쁜 곳 중 하나이며, 2010년에 완전히 재건되어 취리히와 베른 사이의 중요한 동서 간선에 있다. 이 철도 노선은 거의 700m 길이의 터널 2개에서 정부 구역과 함께 샨츠 언덕 아래를 가로질러 취리히, 베른, 바젤, 제네바까지 가는 직행열차가 있다. 또 다른 SBB 노선인 아르가우주 쥐트반은 렌츠부르크를 거쳐 로트크로이츠까지 운행한다. 아라우는 비넨탈 및 주어렌탈 철도(WSB)의 두 협궤 노선의 출발점이다. 이 트램과 같은 교외 열차는 비넨탈의 멘치켄과 주어렌탈의 쇤프트란트까지 운행한다. 아라우-주어 SBB 철도 노선은 2004년에 폐쇄되었고, 2010년부터 멘치켄으로 가는 WSB 열차에 사용되었다.
WSB의 소유주인 아르가우 교통은 교외 지역에도 서비스를 제공하는 자회사인 아라우 버스운수 AG와 함께 여러 시내버스 노선을 운영하고 있다. 또한 두 개의 포스트버스 노선이 쥐라 언덕을 넘어 프리크까지 운행한다. 아라우역은 S3 노선에 있는 취리히 S-반의 종점이다. 주말에는 야간 S-반(빈터투어 - 취리히 HB - 바덴 - 렌츠부르크 - 아라우)과 야간버스가 역에서 이 지역의 다양한 커뮤니티로 운행된다.
아라우에는 남북루트, 아레강 루트 및 미텔란트 루트의 세 가지 사이클 루트가 있다.

## 스포츠
축구 클럽 FC 아라우는 브뤼글리펠트 경기장을 주경기장으로 한다. 1981년부터 2010년까지 그들은 스위스 챌린지 리그로 강등되었을 때, 스위스 축구 리그 시스템의 최상위 계층에서 뛰었다. 2013년 ~ 2014년에는 다시 최고 등급으로 올라갔지만 다시 강등되었다. 2016년 ~ 2017년 시즌에는 스위스 챌린지 리그에서 뛰게 된다. 그들은 1985년 스위스컵에서 우승했고, 1912년, 1914년, 1993년에 세 번 스위스 축구 챔피언이 되었다.
Argovia Stars는 스위스 아이스하키의 세 번째로 높은 리그인 마이스포츠 리그에서 뛰고 있다. 그들은 3,000석 규모의 케바 아라우 아레나에서 홈 경기를 한다.

## 같이 보기
- 렌츠부르크 (스위스)